# ISO 22400
ISO 22400 – norma zdefiniowana przez Międzynarodową Organizację Normalizacyjną (ISO – International Organization for Standardization) określająca sposoby definiowania, komponowania, wymiany i wykorzystania kluczowych wskaźników wydajności (KPI – Key Performance Indicators), wspomagających zarządzanie operacjami produkcji (MOM – Manufacturing Operations Management). Norma ISO 22400 określa powyższe zasady w sposób maksymalnie niezależny od branży, w której funkcjonuje przedsiębiorstwo produkcyjne.
Norma jest określona przez dwa katalogi: ISO 22400-1:2014 i ISO 22400-2:2014.

## ISO 22400-1:2014
Katalog normy ISO 22400-1:2014 definiuje czym są kluczowe wskaźniki wydajności KPI, a także opisuje koncepcje istotne dla pracy ze wskaźnikami KPI oraz przedstawia kryteria według, których powinno się tworzyć wskaźniki KPI, niezależne od branży, w której funkcjonuje dane przedsiębiorstwo. W katalogu zaprezentowano również terminologię związaną z koncepcją monitorowania efektywności produkcji za pomocą wskaźników KPI. Znaleźć w nim można także propozycję sposobów wykorzystania wskaźników KPI w przedsiębiorstwie produkcyjnym.

## ISO 22400-2:2014
W normie ISO 22400-2:2014 przedstawiono wybrane wskaźniki KPI, które obecnie są najczęściej wykorzystywane w praktyce. Dla każdego wskaźnika przedstawiono wzór, opisano jego elementy składowe, jednostki miary i inne cechy istotne dla wskaźników pomiarowych.
ISO 22400-2:2014 przedstawia również grupy użytkowników, które najczęściej wykorzystują koncepcję wskaźników KPI oraz metodologie zarządzania produkcją, do których owe wskaźniki się odnoszą.